# 工业空气动力学
一般来说，空气动力学主要用于航空，特别是航空器（飞机，导弹，飞艇等）的外形设计，如何提高升力，减小阻力，如何取得优良的操纵性，稳定性等。
工业空气动力学，就是地面上的空气动力学，比如汽车拿到风洞里吹风，可以观察汽车周围的气流形态，然后设计改形，阻力减小来节省汽油，减少噪音。大城市的建筑群布局不合理，楼间会形成很强的风场，在北京的大风天尤为如此，桥梁也面临类似的问题，特别是气流的波动频率和建筑物的固有振动频率相近，就会使建筑物强烈振动，比如水泥钢筋的桥梁，就会被看不见摸得着的风儿给吹折了。